# Львівське (Україна)
Льві́вське —  село в Україні, у Ланнівській сільській громаді Полтавського району Полтавської області. Населення становить 253 осіб. Орган місцевого самоврядування — Ланнівська сільська рада.

## Географія
Село Львівське знаходиться на відстані 2 км від села Куми.

## Історія
12 червня 2020 року, відповідно до розпорядження Кабінету Міністрів України № 721-р «Про визначення адміністративних центрів та затвердження територій територіальних громад Полтавської області», село увійшло до складу Ланнівської сільської громади.
19 липня 2020 року, в результаті адміністративно - територіальної реформи та ліквідації Карлівського району, село увійшло до складу новоутвореного Полтавського району Полтавської області.